# Pi Zi Ying Xiong
Black & White Episode I: The Dawn of Assault ou (zh: Pi Zi Ying Xiong) é um filme taiwanês de ação e suspense lançado em 2012, dirigido por Tsai Yueh-Hsun. O filme foi lançado em 13 de janeiro de 2012 e é uma sequência de Black & White (2009). É seguido por Black & White: The Dawn of Justice (2014).

## Elenco
- Mark Chao como Hero Wu
- Huang Bo como Hsu Ta-fu
- Angelababy  como Fan Ning
- Terri Kwan como Tu Hsiao-ching
- Leon Dai como Jabar
- Alex To como SIS Captain Ou
- Jack Kao como Yuan
- Ken Lin como Tung
- Dean como Li Che-yong
- Dino Acconci
- Julio Acconci
- Lin Yu-chih como Bao
- Fox Hsu como Er Bao
- Hsiu Chieh-kai
- George Wu como Jack
- Matt Wu
- Hsia Ching-ting
- Jason Tsou
- Chien Te-men

## Recepção
O filme ganhou NT$ 3,7600,000  na Taipei e  ¥ 89,500,000 na bilheteria chinesa.

Na Film Business Asia, Derek Elley deu nota 3 (0-10) e completou, dizendo: "Primeiro sucesso de ação de Taiwan só não é um fiasco por causa da cômica atuação de Huang Bo".